# Ephedrus rugosus
Ephedrus rugosus är en stekelart som först beskrevs av Chen 1986.  Ephedrus rugosus ingår i släktet Ephedrus och familjen bracksteklar. Inga underarter finns listade i Catalogue of Life.